# 熊野義孝

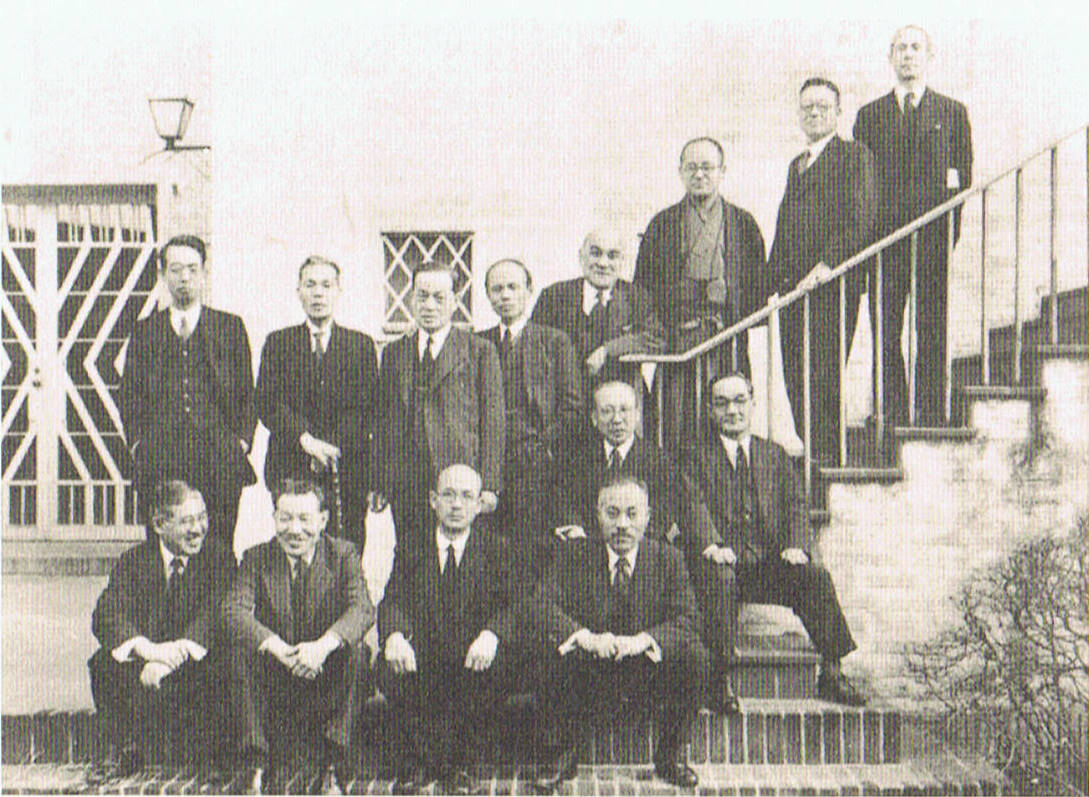
日本基督教団合同前の日本基督教会代表の準備委員 後列左より，熊野義孝，三吉務，富田満，小野村林蔵，佐波亘，浅野順一，飯島誠太，堀内友四郎、
前列左より，今村好太郎，村田四郎，金井為一郎，村岸清彦

熊野 義孝（くまの よしたか、1899年5月9日 - 1981年8月20日）は、日本の牧師、神学者。東京神学大学名誉教授。
植村正久、高倉徳太郎によって確立された、日本基督教会の福音理解に本格的神学表現を与えたとされている。新正統主義の立場の神学者であり、日本の代表的なバルト主義者の一人。

## 生涯
東京都出身。早稲田大学を中退後、東京神学社神学専門学校に学び、植村正久に師事する。1931年徳沢清子牧師と結婚して、武蔵野教会に50年間使えながら、日本神学校で教える。
戦後は、東京神学大学教授として、キリスト教教義学の体系化に努めた。その神学の特徴は、キリスト教の歴史と信仰を、神のことばと教会を基盤として論理化しようとしたものであった。
1955年、著書『基督教講座』で、神学諸科課題を日本では最初に詳細に取り上げた。1962年「基督教概論」で京都大学文学博士。
1980年キリスト教功労者の表彰を受ける。
日本キリスト教協議会（NCC）の『キリスト教大辞典』（1963年）の「教義」「教義学」等を執筆。バルトの「神のことばの神学」が書かれている。
『基督教概論』では新正統主義のカール・バルトとキリスト教の絶対性を否定したエルンスト・トレルチを統合する神学を展開。キリスト教根本主義を逐語霊感、機械霊感と見なしている。

## 著書
- 『熊野義孝全集』（全12巻別巻2）新教出版社、1977-84
- 愛の使徒ヨハネの書翰 叢文閣 1926
- 弁証法的神学概論 新生堂 1932
- 終末論と歴史哲学 新星堂 1933
- 基督に生きる人々 アルパ社書店 1933.6
- キリスト論の根本問題 現代基督教叢書 基督教思想叢書刊行会 193
- 危機神学 日本宗教講座 東方書院 1934
- 基督教要義 新生堂 1935
- 現代の神学 新生堂 1936
- ヨハネ書翰の研究 新生堂 1936
- 基督教の特異性 新生堂 1937
- 信仰と現実 新生堂 1939
- 使徒パウロの「信仰」 新生堂 1939
- 現代新約聖書註解全書 第12巻 テモテ前後書・テトス書 現代新約聖書註解全書刊行会 c1938
- 教会と文化 新生堂 1941
- 教会と信条 福音新報社 1942 (福音新報パンフレツト)
- 新約聖書神学の諸問題 現代新約聖書註解全書刊行会 1943
- 基督教概論 新教出版社 1947
- マルティン・ルター その生涯と信仰 鱒書房 1947
- 基督教の本質 新教出版社 1949
- 新約聖書講解 第1巻 共観福音書 新教出版社 1952
- 教義学 第1-3巻 新教出版社 1954-65
- キリスト教倫理入門 新教出版社 1960
- 日本キリスト教神学思想史 新教出版社 1968
- トレルチ 日本基督教団出版局 1973 (人と思想シリーズ
- 熊野義孝説教集 土岐健治編 教文館 1981.8
- 信仰・教会・教理 全国連合長老会出版委員会 1982.10 (教会双書)

## 共編著
- 現代キリスト教講座 全6巻 気賀重躬,松村克己共編 修道社 1956
- 教会とサクラメント 岸千年,清水義樹共著 聖文舎 1973
- 受肉のキリスト 逢坂元吉郎の人と神学 赤木善光,石黒美種共著 新教出版社 1975

## 翻訳
- キリスト者の自由 マルティーン・ルター 徳沢得二共訳 小石川書房 1949

## 記念論集
- 熊野義孝の神学 記念論文集 熊野義孝記念論文集刊行会・新教出版社 1986.7
- 追憶熊野義孝先生 熊野義孝先生追憶文集刊行会・新教出版社 1994.11